# Ecce Homo (obraz Hieronima Boscha)
Ecce Homo (Pokazanie Chrystusa ludowi) – obraz Hieronima Boscha; pierwsza frankfurcka wersja tematu kilkakrotnie podejmowanego przez malarza w jego artystycznej działalności. Dzieło powstało w latach 1470–1476.

## Opis i interpretacja
Bosch przedstawił scenę opisaną w Ewangelii św. Jana. Po ubiczowaniu i poniżeniu Chrystusa, Poncjusz Piłat prezentuje go tłumowi ze słowami Ecce homo (łac. Oto człowiek, Jan 19,5).
Kompozycja podzielona jest na dwie części. Lewa strona grupuje postacie na podwyższeniu, na którym stoi oprawca i skazany. Chrystus został ukazany nagi, odziany jedynie akwamarynowym płaszczem. Jego ręce są skrępowane, po ciele cieknie krew a sylwetka jest przygarbiona. Chrystus na głowie ma koronę cierniową – zgodnie z relacją ewangeliczną Łukasza i Jana. Według dwóch pozostałych ewangelistów Jezus otrzymał koronę już po tych wydarzeniach. Tylko Jan wspomina, iż prezentacja odbyła się na zewnątrz rezydencji Piłata. Bosch w jednej scenie połączył kilka wątków z czterech ewangelii w jedną całość.
Obok Chrystusa skupiła się grupa oprawców odzianych w egzotyczne orientalne szaty. Bezpośrednio za Chrystusem, w czerwonym turbanie stoi Piłat. Według relacji miał zwrócić się do tłumu słowami Ecce homo, które zostały wypisane na ścianie, na wysokości jego ust. Inskrypcje te, niczym chmurki w komiksach, pojawiają się jeszcze dwukrotnie: na środku kompozycji, z ust tłumu wydobywają się słowa Crucifige eum (Ukrzyżuj go). Napis jedynie potwierdza to co można wyczytać z twarzy gapiów o karykaturalnych rysach: nienawiść i zło. W średniowieczu fizyczna szpetota utożsamiana była ze złem i podłością. Podobny zabieg, ukazania kontrastu zła i dobra, można zauważyć w zestawieniu twarzy Chrystusa i Żyda na tle kamiennego muru. Z oblicza Zbawiciela emanuje spokój i smutek, godzi się on ze swoim losem; twarz oprawcy wyraża nikczemność i szyderstwo.

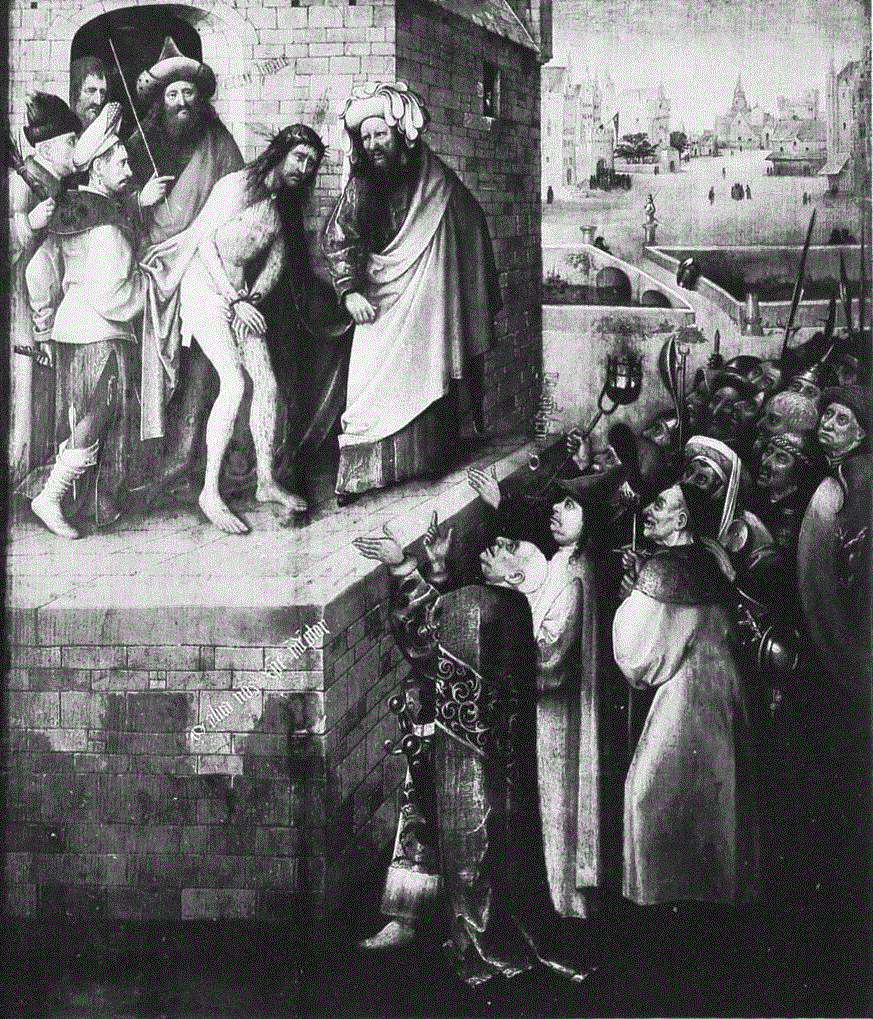
Ecce Homo przed pracami restauracyjnymi

Trzecia inskrypcja widoczna jest po lewej stronie na murze. Podpis Salve nos Christe redemptor (Ratuj nas Chryste Zbawicielu), jest pozostałością po dwóch postaciach zamalowanych w późniejszym okresie. Również po prawej stronie znajdował się grupka osób, prawdopodobnie fundatorów obrazu, lecz i oni zostali nieumiejętnie zamalowani. Prawdopodobnie postacie te burzyły harmonię kompozycji. Grozę wydarzeń mają podkreślać dwa symbole zła umieszczone diagonalnie naprzeciw siebie: sowa w oknie po prawej stronie na górze i ogromna ropucha po lewej stronie na tarczy żołnierza u dołu.
Tłem dla sceny jest widok brabanckiego miasta mający imitować Jerozolimę. Pusty plac kontrastuje z gęstym tłumem na dole. Po lewej stronie można rozpoznać ratusz, na którym powiewa flaga z białym półksiężycem na czerwonym tle. W XV wieku Turcy, wyznawcy fałszywego proroka Mahometa, okupowali najważniejsze święte miejsca dla chrześcijan przez co byli synonimem wrogów Chrystusa.

## Proweniencja
Obraz do 1889 roku znajdował się w Della Faille w Gandawie, kiedy to został nabyty przez barona de Crombrugge-Pycke. W 1899 roku trafił do kolekcji Louisa Maeterlincka (1846-1926) z Gandawy. W 1902 roku dzieło zostało nabyte przez Richarda von Kaufmanna z Berlina; w 1917 sprzedany do zbiorów Staedlesches Kunstinstitut za 105 000 marek niemieckich. Obecnie znajduje się w Städel Museum we Frankfurcie nad Menem (nr.inw. 1577).